# Kaul
Kaul (também escrito Koul, Caul ou Kol; em caxemiriano:  कौल (Devanagari), Predefinição:Nq (Nastaleeq)) é um sobrenome usado pela comunidade Kashmiri Pandit na Índia. O termo também refere-se ao clã Kaul a partir do qual várias outros krams (apelidos) da Caxemira, teriam se originado.
A palavra Kaul, que significa bem nascido, é derivado do Kula, o termo Sânscrito para a família ou clã. O seu uso como um apelido ou denominação é um derivado do antigo nome Kaula, que significa bem nascido e está relacionado com crenças Saivite.

## Origem
Existem várias teorias sobre as origens do Kaul como um sobrenome.

### Kaul de Mahakaul
Diz-se que está associada com a palavra Mahakaul, um epíteto para Shiva. Os seguidores de Shiva eram assim chamados Kaula. Kaul, portanto, significa um devoto de Shiva.

### Kaul/Koul da adoração de Shakta
Outro afirma que desde que os brâmanes Saraswat de Kas'mira eram crentes no Shaivismo e Shakta, o auge do Shaivismo na Caxemira por volta do século IX-XII deu origem ao uso do nome. Isso levou muitos estudiosos a acreditar que quase todos os pandits de Kashmiri eram Kauls / Koul e eles foram posteriormente subdivididos em diferentes apelidos, e com o passar do tempo esses apelidos se tornaram sobrenomes. Nos últimos anos, o uso dos apelidos está sendo progressivamente descartado e o sobrenome Kaul / Koul está sendo adotado por quase todas essas pessoas. A palavra Kaul / Koul está associada a ser um aghoreshwara ou iluminada. Acredita-se que os praticantes (sadhaks) do Tantra, associados à adoração de Shakti, alcancem o topo da escada espiritual, e assim se tornem um Kaul / Koul.

## Pessoas notáveis com sobrenome Kaul
- Bansi Kaul (1949 – ), diretor de teatro
- Brij Mohan Kaul, comandou as forças Indianas no Sino-Indiana de Guerra
- Hari Kishan Kaul (d. 1942), Kashmiri escritor e político
- Kailas Nath Kaul (1905-1983), o Indiano botânico e agrícola cientista, irmão de Kamala
- Kamala Kaul Nehru (1899-1936), Índio lutador pela liberdade e esposa do primeiro Primeiro-Ministro Indiano Jawaharlal Nehru
- Kanchi Kaul, Indian TV a atriz e modelo
- Manav Kaul, Indiano, diretor de teatro, dramaturgo, ator e cineasta
- Mani Kaul (1944-2011), o diretor de cinema Indiano
- Manohar Kaul (1925– ), pintor
- P. K. Kaul (1929-2007), o embaixador da Índia para os Estados Unidos (1986-1989)
- Siddarth Kaul, jogador de críquete Indiano, ritmo médio de coco
- Sheila Kaul (1915-2015) Indiano, político, ministro de gabinete
- S. K. Kaul (b. 1934), Ar-Chefe o Marechal da Força Aérea Indiana, o ex - Chefe da Air Pessoal (Índia) (1993-1995)
- T. N. Kaul (1913-2000), diplomata Indiano, Indiana Secretário do exterior (1967 - 1972)
- V. N. Kaul (b. 1943), Indian civil servo, CAG (2002-2008), Padma Bhushan
- Sanjay Kaul (b. 1962), Indiano, o empresário e fundador da Universidade de Estudos de Petróleo e Energia
- Shikha Khanduja Kaul, escritor Indiano